# Zabrus trinii
Zabrus (Pelor) trinii – gatunek chrząszcza z rodziny biegaczowatych, podrodziny Pterostichinae i plemienia Zabrini.
Gatunek ten opisany został w 1817 roku przez Johanna Fischera von Waldheima jako Pelobates trinii.
Przedplecze u podstawy płasko łukowato wykrojone; najszersze w połowie długości; w przedniej połowie wysklepione prawie do listewek na krawędziach bocznych; w części wewnętrznej jednolicie niewyraźnie żłobione. Episternity śródtułowia punktowane. Sternity odwłoka z dwiema szczecinkami pośrodku.
Chrząszcz palearktyczny. Wykazany został z Turcji, Azerbejdżanu, Gruzji, Armenii, Rosji i Iranu, w tym ostanów Fars, Chorasan, Semnan, Mazandaran i Golestan. Według Kriżanowskiego i innych w rejonie Rosji zasiedla Kaukaz Większy i wyżyny Armenii.
Wyróżnia się 3 podgatunki tego chrząszcza:
- Zabrus trinii anatolicus Ganglbauer, 1915
- Zabrus trinii araxidis Reitter, 1889
- Zabrus trinii trinii Fischer von Waldheim, 1817